# روبرتو ويرث
روبرتو ويرث (بالإيطالية: Roberto Wirth)‏ هو رائد أعمال إيطالي، ولد في 25 مايو 1950 في روما في إيطاليا.